# Mars (mois)
Pour les articles homonymes, voir Mars.
février avril
Mars est le troisième mois de l’année dans les calendriers julien et grégorien. C’est aussi le premier mois du printemps dans l’hémisphère nord (l’équinoxe a lieu le 19, le 20 ou le 21 mars). Et le premier mois de l'automne dans l'hémisphère sud.

## Historique

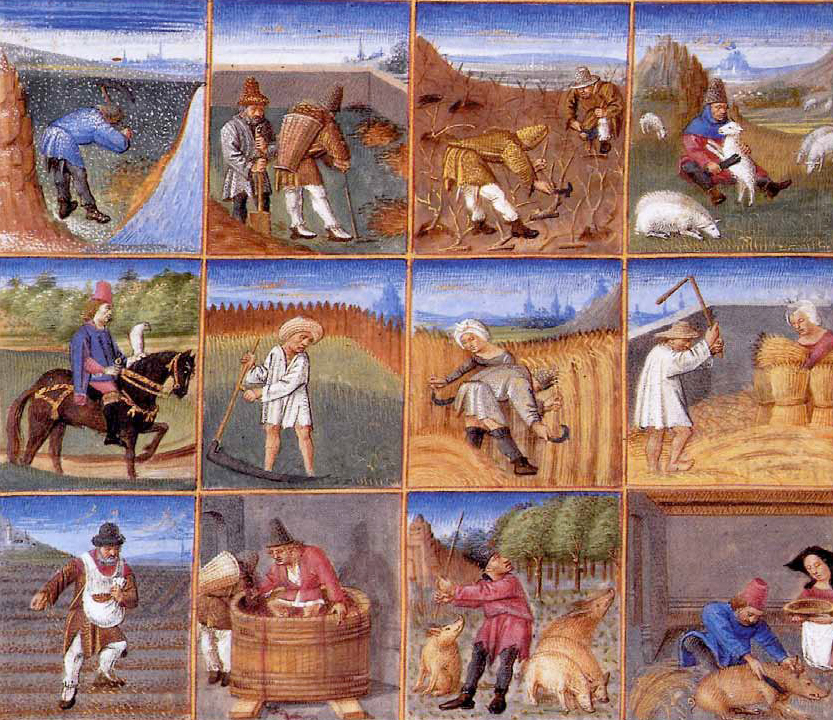
Dans le Ruralium commodorum opus de Pierre de Crescent, premier traité d’agriculture écrit depuis l’Antiquité, le mois de mars est symbolisé par la taille de la vigne.

À l’origine du calendrier romain, le mois de mars était le premier de l’année (Ovide, Les Fastes I-30) car le retour des beaux jours marque le début de la période de la guerre. Son nom vient alors du latin Martius, nom donné à ce mois par les Romains en l’honneur du dieu Mars, dieu de la guerre. Janvier le devient soit sous Numa Pompilius, soit sous les decemviri vers 450 av. J.-C. Cependant, les années romaines sont identifiées par deux consuls, qui prennent leurs fonctions le 1er mai et le 15 mars avant 153 av. J.-C., puis le 1er janvier après cette date.
Au Moyen Âge, les pays de la chrétienté utilisent le calendrier julien et commencent la numérotation de l'année à une fête religieuse importante, comme le 25 décembre (style de la Nativité de Jésus), le 25 mars (style florentin ou style de l'Annonciation), voire à Pâques (style de Pâques) comme dans certaines régions françaises. Cependant, les calendriers médiévaux continuent à afficher les années selon la coutume romaine, en douze colonnes allant de janvier à décembre. En France, janvier s'impose comme le 1er mois lorsque le roi Charles IX décide, par l’Édit de Roussillon en 1564, que l’année débuterait désormais le 1er janvier. Le pape Grégoire XIII étend cette mesure à l'ensemble de la chrétienté avec l'adoption du calendrier grégorien en 1582.
Dans la plupart des pays d’Europe (mais pas en Amérique du Nord), le dernier dimanche de mars est celui du passage à l’heure d’été. Dans les rares pays ou régions de l’hémisphère sud qui pratiquent encore le changement d’heure, ce même dimanche est celui du passage à l’heure d’hiver, c’est-à-dire le retour à l’heure normale du fuseau horaire.

## Traditions et superstitions
Pour les catholiques, le mois de mars est le mois de saint Joseph et le mois où est priée la neuvaine à saint Joseph.
Le lièvre de mars est un personnage d’Alice au pays des merveilles reflétant le proverbe anglais « mad as a March hare (en) » (« fou comme un lièvre de mars ») ; c’est effectivement la saison des amours.

### Symboles
La pierre de naissance (en) associée au mois de mars est l'aigue-marine et le jaspe sanguin. 
La fleur de naissance est le narcisse, dont la floraison a lieu au printemps à partir de mars.

### Dictons du mois et interprétations
Ces dictons traditionnels, parfois discutables, ne traduisent une réalité que pour les pays tempérés de l'hémisphère nord. Ils sont également souvent liés aux plantations selon les régions et les cultures, vignes, céréales....
Les almanachs anciens ou récents nous en fournissent de nombreux. Mais il y a aussi ceux que nous transmettaient nos parents. En voici quelques-uns : 
- « Averses de mars, giboulées d'avril » ;
- « si mars débute en courroux, il finira tout doux tout doux », « si mars se transforme en été, avril prend ses habits fourrés », « en mars les giboulées, sont la bataille que le printemps finit toujours par gagner », « achète du fil en mars »[8] ;
- « Mars frappe avec la queue, avril avec la tête » (Pays Basque), « si mars a fait l’avril, avril fera le mars », «

Beau temps de mars se paie en avril ou plus tard », « quand mars est poussiéreux le bananier devient orgueilleux », « des fleurs que mars verra, peu de fruits tu mangeras », « Mars sec et beau emplit le tonneau », « Poussière de mars rend le troupeau plein de gloire », « Taille tôt ou taille tard mais taille en mars », « Si l'hiver ne janviotte, si février ne févriotte, mars laisse et ne laisse rien »(Morvan), « En mars l'ève (eau) fait monter la sève ».
Autre exemple dans l'hémisphère sud où mars à l'inverse est le mois du retour de l'automne (toujours en zone tempérée), la chanson écrite en 1972 par Antônio Carlos Jobim reprend l'expression brésilienne "eaux de mars" surnom des pluies diluviennes d'automne du climat brésilien dans sa célèbre chanson Águas de Março...